# Podfukáři (film)
Podfukáři (v anglickém originále Now You See Me) je americký mysteriózní film z roku 2013. Režisérem filmu je Louis Leterrier. Hlavní role ve filmu ztvárnili Jesse Eisenberg, Mark Ruffalo, Woody Harrelson, Isla Fisher a Dave Franco.
Film měl premiéru v New Yorku 21. května 2013 a do kin byl oficiálně uveden 31. května 2013. Film vydělal 351,7 milionů dolarů. Snímek získal cenu People's Choice Award v kategorii nejlepší thrillerový film a obdržel nominace na ceny Empire Award a Cena Saturn. Sequel filmu měl premiéru 10. června 2016.

## Děj
J. Daniel Atlas, Jack Wilder, Merritt McKinney a Henley Reeves jsou čtyři iluzionisté, které spojilo tajemné znamení – každý z nich obdržel kartu s pokynem, kam má dorazit. Od té doby vystupují společně jako Čtyři jezdci. Už při jejich první show se ukáže, že nejde o běžnou zábavu, protože přímo během vystoupení dokážou vyloupit 3,2 milionu eur z francouzské banky v Las Vegas. 
FBI (zastoupená agenty Dylanem Rhodesem, Cowenem i Fullerem) a Interpol (zastoupený Almou Dray) začnou Jezdce pronásledovat. Dylan a Alma dostanou případ a hned po krádeži jsou Jezdci zadrženi a vyslechnuti. Iluzionisté však upozorní, že jejich uvěznění by znamenalo, že úřady věří na magii, a tak jsou nakonec propuštěni. Dylan je rozčilený na svého šéfa, že jim to umožnil. 
Dylan se následně domluví s Thaddeusem Bradleym, známým odhalovatelem kouzel, aby mu vysvětlil, jak Jezdci krádež provedli. Mezitím se přesouvají do New Orleans, kde má proběhnout další vystoupení. Během něj Jezdci okradou svého sponzora Arthura Tresslera. I tentokrát se jim podaří uniknou, přestože je Dylan s Almou pronásledují. 
Během dalšího vystoupení Jezdci zmizí a rozdají divákům peníze z ukradeného trezoru. Peníze se však ukážou být falešné – pravé mezitím ukryli v autě Thaddeuse Bradleyho a nastražili na něj past. Na konci filmu se odhalí, že Dylan Rhodes byl od počátku šéfem Čtyř jezdců a jeho motivací byla osobní pomsta vůči Thaddeusovi.

## Obsazení
| Jesse Eisenberg  | J. Daniel Atlas  |
| Mark Ruffalo     | Dylan Rhodes     |
| Woody Harrelson  | Merritt McKinney |
| Isla Fisher      | Henley Reeves    |
| Dave Franco      | Jack Wilder      |
| Mélanie Laurent  | Alma Dray        |
| Morgan Freeman   | Thaddeus Bradley |
| Michael Caine    | Arthur Tressler  |
| David Warshofsky | Cowan            |
| Michael Kelly    | agent Fuller     |
| Common           | agent Evans      |
| José Garcia      | Étienne Forcier  |
| Caitriona Balfe  | Jasmine Tressler |
| Elias Koteas     | Lionel Shrike    |

## Přijetí
Film vydělal 117,7 milionů dolarů v Severní Americe a 234 milionů dolarů v ostatních oblastech, celkově tak vydělal 351,7 milionů dolarů po celém světě. Rozpočet filmu činil 75 milionů dolarů. Za první víkend docílil druhé nejvyšší návštěvnosti, kdy vydělal 29,3 milionů dolarů. Na první místě se umístil film Rychle a zběsile 6.
Film získal mix recenzí od kritiků. Na recenzní stránce Rotten Tomatoes získal ze 152 započtených recenzí 49 procent s průměrným ratingem 5,7 bodů z deseti. Na serveru Metacritic snímek získal z 35 recenzí 50 bodů ze sta. Na Česko-slovenské filmové databázi snímek získal 75 a drží si 294. místo v žebříčku nejoblíbenějších filmů%.